# آرتور لاتام (بازیکن فوتبال)
آرتور لاتام (انگلیسی: Arthur Latham؛ ۲۳ ژانویه ۱۸۶۳ – ۱۹۲۸ (۶۴−۶۵ سال)) بازیکن فوتبال اهل بریتانیا بود.
از باشگاه‌هایی که در آن بازی کرده‌است می‌توان به باشگاه فوتبال دربی کانتی اشاره کرد.